# Phuket (Provinz)
Phuket (thailändisch ภูเก็ตⓘ [pʰūː.kèt]) ist eine Provinz (Changwat) von Thailand. Sie besteht aus der gleichnamigen Insel und einer Reihe kleinerer Nebeninseln in der Andamanensee vor der Küste Südthailands. Phuket ist auch der Name der Provinzhauptstadt.

## Geographie
Koh Phuket ist die größte Insel Thailands, sie liegt in der Andamanensee (Indischer Ozean).
Die Provinz Phuket hat eine Fläche von etwas mehr als 543 km². Der mit Abstand größte Teil davon wird von der hügeligen Hauptinsel eingenommen. Die ebenfalls zur Provinz gehörenden Nebeninseln sind wesentlich kleiner.
Phuket hat eine Nord-Süd-Ausdehnung von etwa 50 km und eine maximale Ost/West-Breite von etwa 21 km.
Die Hauptinsel der Provinz Phuket namens Koh Phuket ist mit dem Festland, der Provinz Phang-Nga durch 2 parallel verlaufende Brücken, der Sarasin-Brücke und der Sarasin II - Brücke oder auch Thepkasattri-Brücke verbunden. Die alte Sarasin-Brücke ist nur für Fußgänger zugänglich, die neue Thepkasattri-Brücke stellt die Verbindung für den Straßenverkehr dar.
| Angrenzende Provinzen und Gebiete: | Angrenzende Provinzen und Gebiete: |
| ---------------------------------- | ---------------------------------- |
| Norden                             | Phang-nga                          |
| Osten                              | Krabi                              |
| Süden                              | Küste zur Andamanensee             |
| Westen                             | Küste zur Andamanensee             |

Das Klima in der Provinz ist tropisch-monsunal. Die Höchsttemperatur im Jahr 2008 betrug 34,8 °C, die tiefste Temperatur wurde mit 23,0 °C gemessen. An 188 Regentagen fielen in demselben Jahr 2451,6 mm Niederschlag.

## Klima
|                       | Jan  | Feb  | Mär  | Apr   | Mai   | Jun   | Jul   | Aug   | Sep   | Okt   | Nov   | Dez  |   |         |
| Mittl. Tagesmax. (°C) | 32,4 | 33,3 | 33,8 | 33,7  | 32,5  | 32,1  | 31,7  | 31,7  | 31,2  | 31,4  | 31,3  | 31,5 | ⌀ | 32,2    |
| Mittl. Tagesmin. (°C) | 23,9 | 24,3 | 24,9 | 25,3  | 25,1  | 25,0  | 24,6  | 24,8  | 24,2  | 24,1  | 24,3  | 24,0 | ⌀ | 24,5    |
|                       |      |      |      |       |       |       |       |       |       |       |       |      |   |         |
| Niederschlag (mm)     | 23,3 | 25,8 | 59,0 | 137,8 | 269,8 | 236,9 | 284,1 | 282,8 | 386,5 | 295,9 | 173,7 | 61,9 | Σ | 2.237,5 |
|                       |      |      |      |       |       |       |       |       |       |       |       |      |   |         |
| Sonnenstunden (h/d)   | 9,0  | 9,4  | 9,0  | 7,7   | 6,0   | 4,8   | 6,0   | 5,9   | 4,8   | 5,9   | 6,8   | 8,1  | ⌀ | 6,9     |
|                       |      |      |      |       |       |       |       |       |       |       |       |      |   |         |
| Regentage (d)         | 4,2  | 3,0  | 5,8  | 11,4  | 19,8  | 19,2  | 19,7  | 19,1  | 22,8  | 22,1  | 16,1  | 8,3  | Σ | 171,5   |
|                       |      |      |      |       |       |       |       |       |       |       |       |      |   |         |
| Wassertemperatur (°C) | 27   | 28   | 28   | 29    | 29    | 29    | 28    | 28    | 28    | 28    | 28    | 27   | ⌀ | 28,1    |
|                       |      |      |      |       |       |       |       |       |       |       |       |      |   |         |
| Luftfeuchtigkeit (%)  | 76   | 75   | 77   | 82    | 84    | 82    | 82    | 83    | 85    | 85    | 83    | 78   | ⌀ | 81      |

| 23,9 |

| 24,3 |

| 24,9 |

| 25,3 |

| 25,1 |

| 25,0 |

| 24,6 |

| 24,8 |

| 24,2 |

| 24,1 |

| 24,3 |

| 24,0 |

| 23,9 |

| 24,3 |

| 24,9 |

| 25,3 |

| 25,1 |

| 25,0 |

| 24,6 |

| 24,8 |

| 24,2 |

| 24,1 |

| 24,3 |

| 24,0 |

## Wirtschaft und Bedeutung
Die Haupteinnahmequellen waren in der Vergangenheit die Förderung von Zinn sowie der Anbau von Kokos und Kautschuk. Heute ist es der Tourismus, der sich allerdings fast nur auf die Touristenorte an der Westküste, zum Beispiel Patong, Karon, Kata, Nai Harn, Kamala und auch auf die Inselhauptstadt beschränkt. Im Jahr 2009 hatte die Provinz Phuket 3.375.931 Besucher, von denen 2.721.269 Gäste mit wenigstens einer Übernachtung waren. Die Einnahmen aus dem Tourismus betrugen 94,006 Milliarden Baht.
Das Gross Provincial Product (Bruttoinlandsprodukt) der Provinz betrug im Jahr 2011 104,616 Milliarden Baht. Das entspricht einer Wirtschaftsleistung pro Kopf von 345.269 Baht, der höchste Wert unter den Provinzen der Südregion. Der Mindestlohn in der Provinz beträgt 354 Baht pro Tag (etwa 9 €, Stand: Juli 2023).

### Daten
Die unten stehende Tabelle zeigt den Anteil der Wirtschaftszweige am Gross Provincial Product in Prozent:
| Wirtschaftszweig | 2006 | 2007 | 2008 |
| ---------------- | ---- | ---- | ---- |
| Landwirtschaft   | 4,2  | 3,9  | 3,7  |
| Industrie        | 4,2  | 4,5  | 5,0  |
| Andere           | 91,6 | 91,6 | 91,3 |

Die am stärksten zur Wirtschaftsleistung der Provinz beitragende Branche war im Jahr 2011 das Hotel- und Gaststättengewerbe mit 34.638 Mrd. Baht, gefolgt von der Transport-, Lager- und Kommunikationsbranche mit 23.844 Mrd. Baht, dem Groß- und Einzelhandel mit 7.322 Mrd. Baht und Finanzdienstleistungen mit 5.593 Mrd. Baht.

### Landnutzung
Für die Provinz ist die folgende Landnutzung dokumentiert:
- Waldfläche: 96.065 Rai (60,0 km²), 28,3 % der Gesamtfläche
- Landwirtschaftlich genutzte Fläche: 21.732 Rai (13,6 km²), 6,4 % der Gesamtfläche
- Nicht klassifizierte Fläche: 221.598 Rai (138,5 km²), 65,3 % der Gesamtfläche

## Bevölkerung
Gemäß den Daten der Volkszählung von 2000 waren 98,5 % der Einwohner thailändische Staatsbürger. 81,6 % waren Buddhisten, 17,1 % Muslime. 0,7 % gaben Malaiisch als Erstsprache an. 38,8 % waren nicht in Phuket geboren, sondern aus einer anderen Provinz zugezogen.

## Geschichte
Die Herkunft des Namens der Insel ist nicht ganz klar. Er könnte von den vielen, auf der Insel befindlichen Hügeln und kleinen Bergen, abgeleitet sein („Berg“ heißt auf Thai Phukau und „Hügel“ auf Malaiisch Bukit).
Ende Dezember 2004 kam es in der Region als Folge von dem Erdbeben im Indischen Ozean und dem danach folgenden Tsunami an den Küsten zu katastrophalen Verhältnissen und Zerstörungen der lokalen Infrastruktur.

## Symbole
Das Siegel zeigt die beiden Heldinnen der Provinz: Thao Thep Kasattri und Thao Sri Sunthon.
Der Baum der Provinz ist der Narrabaum (Pterocarpus indicus), und die Blume Pepper Flower (Bougainvillea sp.).
Der Wahlspruch der Provinz Phuket lautet:
„Phuket ist bekannt als die ‚Perle der Andamanensee‘,
Ein Paradies unter den Städten des Südens,
Das Land goldener Strände und des Denkmals für zwei Heldinnen,
Luang Pho Chaem ist hochverehrt als Heiliger.“

## Verwaltungseinheiten

### Provinzverwaltung

Verwaltungsgliederung der Provinz

Die Provinz ist in drei Kreise (Amphoe) eingeteilt. Diese sind weiter unterteilt in 17 Gemeinden (Tambon) und 103 Dörfer (Muban).
| Nr. | Amphoe (Landkreise)  | Thai          |
| --- | -------------------- | ------------- |
| 1.  | Amphoe Mueang Phuket | อำเภอเมืองภูเก็ต |
| 2.  | Amphoe Kathu         | อำเภอกะทู้      |
| 3.  | Amphoe Thalang       | อำเภอถลาง     |

### Lokalverwaltung
Für das ganze Gebiet der Provinz besteht eine Provinz-Verwaltungsorganisation (องค์การบริหารส่วนจังหวัด, kurz อบจ., Ongkan Borihan suan Changwat; englisch Provincial Administrative Organization, PAO).
Es gibt insgesamt neun Stadtbezirke in der Provinz Phuket:
- Die Stadt Phuket (เทศบาลนครภูเก็ต) selbst hat seit dem 13. Februar 2004 einen Großstadt-Status (Thesaban Nakhon).
- Die Touristenorte Patong (เทศบาลเมืองป่าตอง) und Katu (เทศบาลเมืองกะทู้) haben einen Stadt-Status (Thesaban Mueang).
- Weiterhin gibt es sechs Kleinstädte (Thesaban Tambon) in der Provinz – Karon, Thep Krasattri, Choeng Thale, Ratsada, Rawai und Wichit.[5]
- Die nicht-städtischen Gebiete werden von acht Verwaltungs-Organisationen (Tambon Administrative Organizations – TAO, Thai: องค์การบริหารส่วนตำบล) verwaltet.